# Cirkulirajoča tumorska DNK
Cirkulirajoča tumorska DNK ali krožeča tumorska DNK (ctDNA, angl. circulating tumor DNA) je fragmentirana zunajcelična DNK, ki se nahaja v krvni plazmi in izvira iz tumorja. Sprosti se bodisi iz celic, ki sestavljajo tumor, ali iz krožečih tumorskih celic. Slednje so viabilne, intaktne tumorske celice, ki so se odpustile od primarnega tumorja in zašle v krvni obtok ali limfni sistem. Natančen mehanizem sproščanja ctDNA iz tumorskih celic še ni pojasnjen. Vključeni so verjetno celični biološki procesi, kot so apoptoza in nekroza propadajočih tumorskih celic ali aktivna sprostitev iz viabilnih tumorskih celic. Njema koncentracija v telesnih tekočinah ni stalna in je odvisna od več dejavnikov, zlasti od obsežnosti tumorja.
Gre za vrsto zunajcelične DNK (cfDNA); le-ta predstavlja DNK zunaj celic, ki lahko izvirajo iz apoptotskih ali liziranih tumorskih (ctDNA) ali somatskih celic, bakterij in virusov.

## Pomen v medicini
Cirkulirajoča tumorska DNK predstavlja možnost za ugotavljanje celotnega genoma tumorja in zato pridobiva pomen v potencialni klinični uporabi. V razvoju in uporabi je že tako imenovana tekočinska biopsija. Gre za analizo vzorca odvzete telesne tekočine (v onkologiji je to običajno kri), v katerem se iščejo znaki navzočnosti raka in sicer z detekcijo zunajcelične DNK oziroma cirkulirajoče tumorske DNK. Poleg diagnostike raka bi lahko imela tekočinska biopsija svojo vlogo tudi v spremljanju protirakavega zdravljenja (z opravljanjem tekočinske biopsije v časovnih presledkih med zdravljenjem za določanje uspešnosti terapije oziroma napredovanja bolezni). Cirkulirajoča tumorska DNK se lahko uporablja tudi za napoved odgovora na določeno zdravljenje, in sicer z ugotavljanjem specifičnih mutacij v tumorski DNK, ki so tarče za določena zdravila, kar lahko pomaga pri odločitvi za zdravljenje. Nadalje se lahko določajo tudi mutacije, do katerih lahko pride med zdravljenjem in so vzrok pridobljene odpornosti proti zdravilom. Tako se lahko zgodaj odkrije neučinkovitost določenega zdravila in se zdravljenje preneha in s tem prepreči izpostavljenost bolnika nadaljnjim neželenim učinkom ob sicer že neučinkovitem zdravljenju. S tem bi se pa dodatno lahko tudi zmanjšali stroški zdravljenja.
Za širšo klinično uporabo ctDNK v onkologiji je potrebna natančna standardizacija celotnega postopka od odvzema vzorca do končne izvedbe analize in interpretacije rezultatov.